# Miracle (Cascada-dal)
A Miracle a Cascada nevű német trió második kislemeze, melyet Yann Peifer és Manuel Reuter szereztek. A produceri munkákat is ők végezték. A felvétel a formáció első, Everytime We Touch (2006) című albumán kapott helyet. 2004. november 23-án került kiadásra a Zooland Records gondozásában. Később nemzetközi szinten több országban is megjelent olyan kiadóktól, mint a Robbins Entertainment, All Around The World és az Universal Music Group. Zeneileg a szám eurodance és europop stílusjegyekből építkezik.
A kritikusok pozitívan fogadták a dalt, többségük az europop hangzást tartotta kiemelkedőnek. Több országban nagy sikernek örvendett a felvétel. Többek között Franciaországban és Írországban ért el top 10-es pozíciót. A Billboard Bubbling Under Hot 100 listáján második helyezett lett a kislemez. A felvételhez tartozó videóklip főszereplője a formáció énekesnője, Natalie Horler.

## Háttér
A Miracle (vagy (I Need a) Miracle) a trió második kislemeze debütáló, Everytime We Touch című albumáról. A csapat két lemezlovasa, Yann Peifer és Manuel Reuter szerezte a számot, valamint a produceri munkákat is ők végezték. Miután az együttes megtudta, hogy Kaskade amerikai DJ pert fontolgatott névhasonlóság miatt, Cascadára (spanyolul: vízesés) változtatták nevüket. Miután elkezdték sugározni a rádiók, Németországban azonnali népszerűségre tett szert. 2004. november 23-án jelent meg kislemez formájában, remixekkel bővítve. A harmadik kislemez, az Everytime We Touch sikerei után a dalt újrakiadták, immáron több országban.
2007. január 29-én Csehországban jelent meg egy digitális kislemez, mely az eredeti és bővített változatot foglalta magába. Franciaországban március 5-én jelent meg a S.A.D. közreműködésével készült változat és az Icarus Remix. 2006. szeptember 4-én (I Need a) Miracle címen került kiadásra a Bad Boy című dallal együtt a Balloon Records gondozásában. Az Andorfine Records 2007. június 22-én adott ki egy EP-t, mely egy 2007-es rádiós kiadást is tartalmaz.

## Közreműködők
- Natalie Horler – vokál
- Yann Peifer – dalszerző, producer, programozó, hangszer
- Manuel Reuter – dalszerző, producer, programozó, hangszer

Forrás:

## Számlista és formátumok
- Eredeti változat (2004)

1. Miracle [Radio Mix] – 03:38
2. Miracle [EV Radio Mix] – 03:26
3. Miracle [Extended Mix] – 06:08
4. Miracle [Icarus Mix] – 06:58

- USA verzió (2004)

1. Miracle [Radio Mix] – 03:38
2. Miracle [EV Radio Mix] – 03:26
3. Miracle [Extended Mix] – 06:08
4. Miracle [Icarus Mix] – 06:58
5. Miracle [EV Extended Mix] – 07:08

- USA új verzió(2006)

1. Miracle [Radio Mix] – 03:38
2. Miracle [amerikai Radio Mix] – 03:25
3. Miracle [EV Radio Mix] – 03:26
4. Miracle [Extended Mix] – 06:08
5. Miracle [USA Extended Mix] – 05:05
6. Miracle [Icarus Mix] – 06:58
7. Miracle [EV Extended Mix] – 07:08

- Cseh kislemez [2]

1. Miracle (Radio Edit) – 3:37
2. Miracle (Extended Version) – 6:07

- Hollandia új verzió

1. Miracle [Radio Version] – 03:39
2. Miracle [Extended Version] – 06:07

- Spanyolországi kiadás

1. Miracle [Radio Mix] – 03:38
2. Miracle [EV Radio Mix] – 03:26
3. Miracle [Extended Mix] – 06:08
4. Miracle [Icarus Mix] – 06:58
5. Miracle [After Dark Version] – 03:10
6. Miracle [Video Edit] – 03:38
7. Miracle [Video] – 03:40

- Egyesült Királyság (2007)

CD 1
1. Miracle [Radio Edit] – 02:46
2. Miracle [After Dark Version] – 03:10

CD 2: Enhanced
1. Miracle [Radio Edit] – 02:46
2. Miracle [Original Mix] – 06:07
3. Miracle [Socialites Mix] – 06:50
4. Miracle [Alex M Remix] – 06:44
5. Miracle [Northstarz Remix] – 06:12
6. Miracle [Joey Riot Mix] – 06:28
7. Miracle [Video Edit] – 03:38
8. Miracle [videóklip] – 03:40

## Az összes változat
- Miracle (Radio Edit) 02:57
- Miracle (Alex M Extended Mix) 6:44
- Miracle (Joey Riot Mix) 6:28
- Miracle (Northstarz Club Mix) 6:14
- Miracle (Northstarz Remix) 04:00
- Miracle (Socialites Mix) 6:52
- Miracle (Extended) 6:09
- Miracle (A Hitmen Remix) 06:54
- Miracle (US Extended) 05:08
- Miracle (Sad Extended) 07:09
- Miracle (Alex M Radio Edit) 03:43
- Miracle (A Hitmen Radio Edit) 03:30
- Miracle (US Radio Mix) 3:28
- Miracle (Album Version / Video Mix) 3:41
- Miracle (Sad Radio Mix) 3:26
- Miracle (Sunset Crew szerkesztés) 03:13
- Miracle (German Club Mix) 4:56
- Miracle (Sunset Crew Remix) 06:23
- Miracle (The Usual Suspects vs EXR Remix) 06:22
- Miracle (The Usual Suspects vs EXR Edit) 04:22
- Miracle (After Dark Version) 3:10
- Miracle (Asia Radio Mix) 3:32
- Miracle (Asia Extended) 06:15
- Miracle (Red Monster Remix) 05:10
- Miracle (Darwin Remix)
- Miracle (Icarus Mix) 6:58
- Miracle  (Alex M Extended Mix) 6:44
- Miracle (2007) 04:41

## Slágerlistás helyezések
| Kislemezlista (2004-2007)                  | Legjobb helyezés |
| ------------------------------------------ | ---------------- |
| Ausztria (Ö3 Austria Top 40)               | 57               |
| European Hot 100 Singles                   | 4                |
| Franciaország (SNEP)                       | 1                |
| Németország (Media Control AG)             | 32               |
| Írország (IRMA)                            | 4                |
| Hollandia (Dutch Top 40)                   | 6                |
| Hollandia (Mega Single Top 100)            | 8                |
| Svédország (Sverigetopplistan)             | 10               |
| Svájc (Schweizer Hitparade)                | 85               |
| Brit kislemezlista                         | 8                |
| Bubbling Under Hot 100 Singles (Billboard) | 2                |
| Billboard Global Dance Tracks              | 19               |
| Hot Dance Airplay (Billboard)              | 8                |
| Pop Songs (Billboard)                      | 55               |

## Fordítás
- Ez a szócikk részben vagy egészben  a   Miracle (Cascada song) című angol Wikipédia-szócikk fordításán alapul.  Az eredeti cikk szerkesztőit annak laptörténete sorolja fel. Ez a jelzés csupán a megfogalmazás eredetét és a szerzői jogokat jelzi, nem szolgál a cikkben szereplő információk forrásmegjelöléseként.